# Gunnarstjärnen, Hälsingland
Gunnarstjärnen är en sjö i Härjedalens kommun i Hälsingland och ingår i Ljusnans huvudavrinningsområde.